# 暴虐のからくり人形楽団
『暴虐のからくり人形楽団』はTHE 卍のROLLY (ボーカル、ギター)、佐藤研二 (ベース)、高橋ロジャー和久 (ドラム) と谷山浩子 (ボーカル、ピアノ)、プロデューサの石井AQ (シンセサイザー) のユニットである「からくり人形楽団」によるアルバムである。谷山とROLLYの合作のアルバムとしては『ROLLY&谷山浩子のからくり人形楽団』に続いて2作目である。

## 解説
本アルバムは前作『ROLLY&谷山浩子のからくり人形楽団』と比べるとハードロック色が強い。これは、2013年3月に赤坂BLITZと横浜BLITZで開かれた『ROLLY&谷山浩子のからくり人形楽団 The First Live』の選曲とリハーサルの際に、佐藤がいくつかの曲をハードロックで演奏することを提案したのがきっかけであるという。「キャンディーヌ」などの6曲はこの公演のためにアレンジしたものである。また、アルバムの題名は数多く挙げられた候補の中から、ROLLYの案を選出したものである。最初に選ぼうとしていた候補をディレクターが谷山らしいと評価したことから、敢えて絶対に選ばないと考えていたものから選出し直したらしい。ラジオのアナウンサーがアルバムの題名と収録曲の「しっぽのきもち」という曲名を読み上げたときに生じる落差が面白いと考えたという理由もあるようだ。題名の由来について谷山は、ROLLYが敬愛するウリ・ジョン・ロートが所属していたスコーピオンズの『暴虐の蠍団』からとったのではないかと推測しており、深い意味はないと考えていると述べている。
ジャケットの右側に書かれている落書きは「ぼうぎゃくドラゴン」であり、元は谷山がパソコンのマウスで描いたものである。デザイナーにイメージを伝えるために描いたものがそのまま採用され、修正した跡も残ったままになっている。付属のブックレットには歌詞だけでなく谷山による各楽曲の解説も収録されている。

## 収録曲
1. ウミガメスープ
原詩:ルイス・キャロル、日本語詩:矢川澄子 (新潮文庫『不思議の国のアリス』より)、作曲：谷山浩子
ロシア風にアレンジされており、谷山によると、石井はこのアレンジを「マトリョーシカロック」[2]と名付けたという。
2. ハサミトギを追いかけて
作詞・作曲：谷山浩子
和泉雅子と山内賢の「二人の銀座」をイメージしてアレンジしているという。間奏の高橋のドラムソロはライブではもっと長い[2]。
3. 意味なしアリス
作詞・作曲:谷山浩子
ROLLYの歌い方はスタジオでいくつか試した中から「声の高いトム・ウェイツ」[2]と呼ばれるものを選んでいる。ROLLYの歌詞の間違いを敢えてそのまま採用した[2]。
4. 人魚は歩けない
作詞・作曲:谷山浩子
5. 手品師の心臓
作詞・作曲:谷山浩子
ROLLYの台詞は同じ言葉を繰り返すばかりの手品師の自動人形をイメージしており、最後のドラムは心臓の鼓動を表しているという[2]。
6. 歯ぎしりがとまらない
作詞:ROLLY (語り部分: 谷山浩子)、作曲:THE 卍
からくり人形楽団で初めてTHE 卍の既存の曲を収録した。THE 卍は演奏に参加していない。谷山の語り部分は元の曲のシャウトから連想して話を広げて制作したものである[1][2]。
7. KARA-KURI-BOY
作詞・作曲:ROLLY
8. 楽園のリンゴ売り
作詞・作曲:谷山浩子
9. しっぽのきもち
作詞・作曲:谷山浩子
この曲でもROLLYは「声の高いトム・ウェイツ」の歌い方をしている[2]。
10. からくり人形楽団ソレントへ
作詞・作曲:ROLLY
この曲から「王国」まで連続している。谷山がビートルズの『アビーロード』と同じような試みをしてみたいと考え、ROLLYが不在のときに黙って海の音と水鳥の声で繋げたと語っている[1]。
11. ある楽団員の回想
作詞:谷山浩子、作曲:石井AQ
スタジオで「からくり人形楽団ソレントへ」を聞いた後に制作された曲。ROLLYが主要な語りを行い、それに谷山と石井の台詞が混ざる形式である。谷山によると、からくり人形楽団解散後にソレントで猟師を営む男が語っているという設定であるという[2]。
12. 王国
作詞・作曲:谷山浩子
13. あやつり人形
作詞・作曲:谷山浩子
14. キャンディーヌ
作詞・作曲:谷山浩子
15. 不眠の力
作詞・作曲:谷山浩子